# Tāwhirimātea
Tāwhirimātea (ou Tāwhiri) est le dieu du tonnerre, de la foudre, du vent, des nuages et de la tempête, et le fils de Rangi et Papa, dans la mythologie maorie.

## Tāwhirimātea dans le Mythe créateurte Arawa

### La séparation de ses parents
Dans le mythe de la création maori te Arawa, Tāwhirimātea est le fils de Ranginui et Papatūānuku (dits Rangi et Papa), respectivement le ciel père et la terre mère, qui ont l'habitude de s'allonger dans une étreinte étroite tandis que leurs nombreux enfants vivent dans les ténèbres entre eux.
| Image externe | |
|               | Lien vers l'œuvre Te wehenga o Rangi rāua ko Papa, par Cliff Whiting, un artiste d'origines Te Whānau-ā-Apanui. Les personnages sont, de gauche à droite : Tangaroa, dieu de la mer, Haumia, dieu des aliments non cultivés, Rongo, dieu des aliments cultivés, Tūmatauenga, dieu de la guerre et des humains, Tāne, dieu de la forêt, et Tāwhirimātea, dieu du vent. Tāne est en train de séparer Rangi et Papa. Pour des questions de droit d'auteur, sa reproduction n'est pas autorisée sur Wikipédia. |

Les enfants de Rangi et Papa se sentent frustrés d'être confinés dans l'espace exigu entre leurs parents. Tūmatauenga, futur dieu de la guerre, propose qu'ils tuent leurs parents. Mais Tāne (ou Tāne-mahuta, dieu des forêts et des oiseaux) n'est pas d'accord, suggérant qu'il serait préférable de les séparer, d'envoyer Rangi dans le ciel et de laisser Papa en bas pour prendre soin d'eux. Tous ses frères acceptent, sauf Tāwhirimātea. Rongo, puis Tangaroa, Haumia et Tū tentent tous en vain de séparer les parents. Après de nombreuses tentatives, Tāne s'allonge sur le dos et pousse avec ses jambes puissantes, et finit par séparer ses parents, et Rangi s'élève haut dans les cieux,,.
Alors Tāne recherche des corps célestes comme lumières afin que son père soit habillé de manière appropriée. Il prend les étoiles et les jette en l'air, avec la Lune et le Soleil. Rangi a ainsi enfin l’air beau.

### La séparation de Tāwhirimātea
Tāwhirimātea est en colère parce que ses parents sont séparés. Il rejoint son père dans le ciel et punit la terre et la mer avec de violentes tempêtes,. Après y être demeuré un temps et avoir demandé conseil à son père, Tāwhirimātea engendre une nombreuse progéniture de vents, qui grandit rapidement. Il les envoie à chaque point cardinal pour y stationner,.

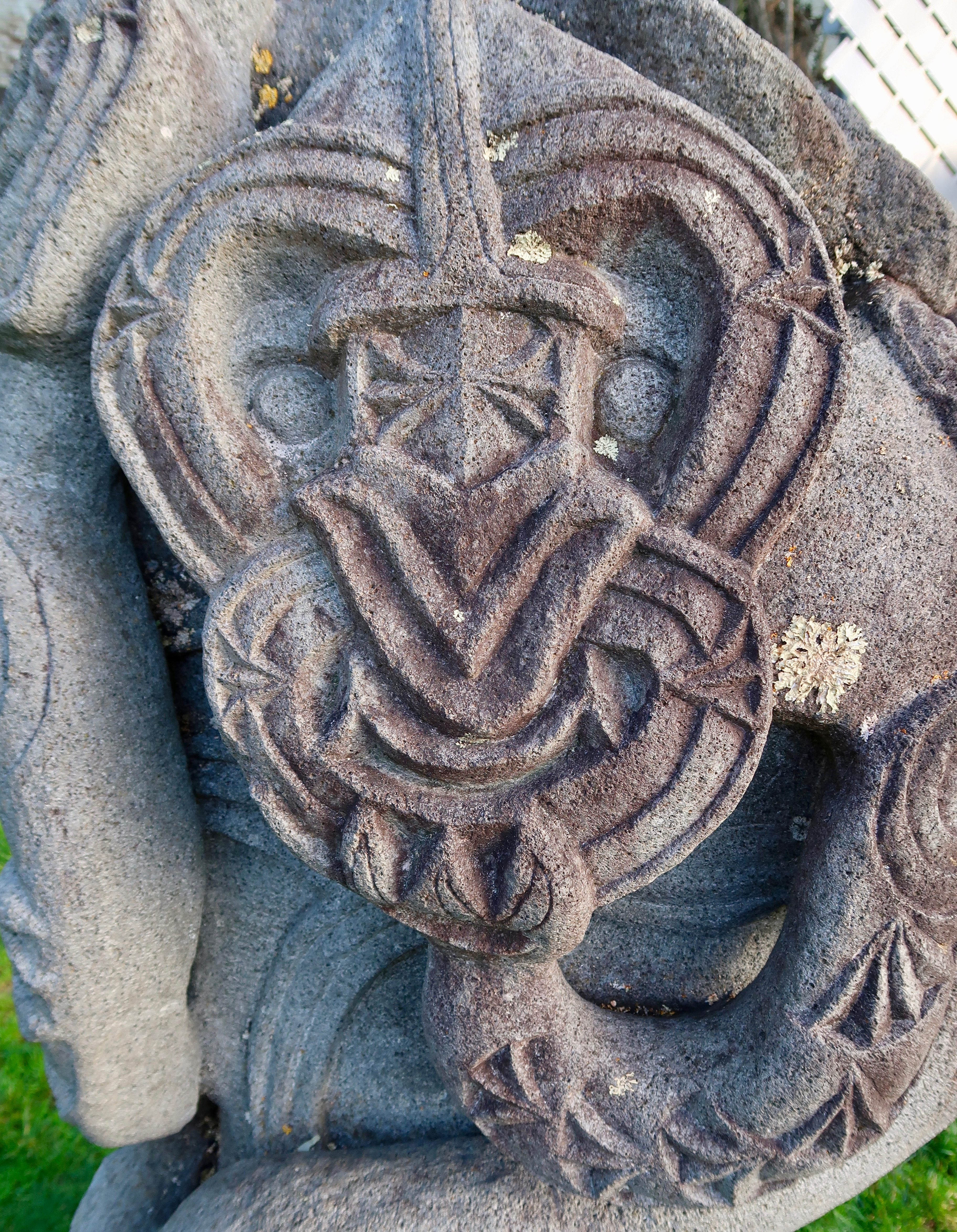
Détail de la sculpture Ngā Hau e Whā à l'extérieur de Puke Ariki, le musée et bibliothèque de New Plymouth, Nouvelle-Zélande. Sculptée par la Te Kupenga Stone Symposium Society lors des célébrations du millénaire en 2000 et offerte au New Plymouth District Council, elle représente l'entrelacement des quatre vents de Tāwhirimātea, dieu des vents.

Il attaque alors furieusement avec elles les forêts de Tāne, brisant les troncs des arbres, les faisant tomber au sol, les laissant comme nourriture pour la pourriture et les insectes, tandis que Tāne lui-même tombe à terre, les membres brisés. Il attaque alors les océans, et Tangaroa, le dieu de la mer, s'enfuit à travers les mers,.
Ses descendant ne le suivent pas tout de suite : son fils, Punga, a lui-même deux enfants, Ikatere et Tū-te-wehiwehi, et ils doivent décider comment partir en sécurité et assurer leur survie,,. Ils ne se mettent pas d'accord : Tū-te-wehiwehi et ses enfants clament devoir rentrer en volant « vers l'intérieur », tandis qu'Ikatere et les siens réclament d'aller plutôt « vers la mer ». Les deux groupes se séparent finalement, Tū-te-wehiwehi et son groupe se réfugiant sur le rivage, vers les forêts et les broussailles — Tū-te-wehiwehi devient un reptile et l'ancêtre de tous les reptiles —, tandis que les autres se précipitent vers la mer : Ikatere devient un poisson et l'ancêtre de tous les poissons pendant que Punga devient l'ancêtre des animaux marins étranges. Cet épisode est appelé « la séparation de Tāwhirimātea »,,,.

### Conséquences
Furieux que ses enfants ne l'aient pas suivi, Tangaroa déclare la guerre à Tāne. Ce dernier aide les descendants de Tūmatauenga à fuir, mais Tangaroa les renverse avec de terribles tsunamis. Pour sa part, Tāwhirimātea s'en prend à Rongo et Haumia, les dieux des aliments cultivés et non cultivés, mais leur mère Papa les attrape et les cache en lieu sûr, à l'insu de Tāwhirimātea. Après avoir vaincu tous ses autres frères, Tāwhirimātea se précipite ensuite contre Tūmatauenga. Malgré un grand déploiement de force, il ne parvient pas à lui infliger de blessure. Tūmatauenga, dieu des activités humaines, reste debout et inébranlable sur la poitrine de sa mère la Terre : la guerre est terminée et tout le monde s'apaise.
Après la vengeance de Tūmatauenga sur ses frères, qui l'avaient abandonné seul contre Tāwhirimātea et qu'il a tous vaincus et dévorés, Tāwhirimātea est le seul à ne pas avoir été battu, et demeure, lui le dieu de la météo, le seul ennemi de l'Homme,. 
L'explosion de la fureur de Tāwhirimātea contre ses frères cause la disparition d'une grande partie de la terre ferme et son recouvrement par les êtres appelés Pluie terrible, Pluie prolongée, Tempête féroce, ainsi que leur progéniture Brume, Rosée lourde et Rosée légère. En effet, Tāwhirimātea est la personnification des vents, mais chaque vent à sa propre forme et nom, qui sont les engeances de Tāwhirimātea que l'on appelle Enfants du Vent.